# نظریه عواطف اخلاقی
نظریه عواطف اخلاقی (به انگلیسی: The Theory of Moral Sentiments)، کتابی است فلسفی، اخلاقی، روانشناسانه و روش شناسانه که آدام اسمیت آن را در ۱۷۵۹ (میلادی) نگاشته‌است. او در این کتاب انگیزه مهم اعمال آدمی را همدردی می داند و به تحلیل رفتار آدمی برپایه همدردی می‌پردازد.
اسمیت در این کتاب، با الهام از توماس هابز، اعمال ما را منتج از شهوت و شور درونی‌مان می‌داند. اما برخلاف هابز بر ترس تأکید نمی‌کند، او «همدردی» را انگیزه مهم می‌داند. او می‌پرسد که چه چیزی ما را به‌سوی همدردی با دیگران سوق می‌دهد؟ و پاسخ می‌دهد که همدردی دیگر مردمان با ما. در تعامل با دیگران، ما به دنبال همدردی دیگران با خودیم.
اصطلاح معروف دست نامرئی آدام اسمیت نیز برای نخستین‌بار در این کتاب به کار گرفته می‌شود؛ او این اصلاح را در اینجا به معنی دست نامرئی خداوند به کار می‌گیرد. خداوندی که حسی در ما نهاده که خواهش و همدردی را در توازن قرار دهیم.